# Sesioctonus areolatus
Sesioctonus areolatus är en stekelart som beskrevs av Briceno 2003. Sesioctonus areolatus ingår i släktet Sesioctonus och familjen bracksteklar. Inga underarter finns listade i Catalogue of Life.